# Lom V Zátočině
Lom V Zátočině je bývalý břidlicový podzemní lom, který se nachází na vrcholu Haldy v Zátočině u pravoúhlého ohybu (geologického zlomu) nad řekou Odrou v Oderských vrších v pohoří Nízký Jeseník. Lom se nachází jižně od Starých Oldřůvek ve vojenském újezdu Libavá v okrese Olomouc v Olomouckém kraji. Lom byl činný od poloviny 19. století, nejprve jako stěnový lom na výchozu ložiska a později v několika etážích. V počvě lomu byla ražená směrná komora v délce cca 180 m, šířce 7-8 m a výšce 6-18 m a to bez podpěrných pilířů. Tento způsob těžby umožňovala vysoká kvalita ložiska břidlice (v přibližně kolmém směru) v pevném drobovém podloží a nadloží. Těžba byla nejprve prováděna rýnskou dobývací metodou a později komorovým dobýváním na skládku. Po stěnách dolu jsou místy nápisy psané ruštinou jako pozůstatky bývalé přítomnosti sovětských vojáků ve vojenském újezdu Libavá.
Protože lom se nachází v okrajové zóně vojenského újezdu, je veřejnosti přístupný pouze od pátku do neděle a ve svátky. Vstup do dolu je zakázán.

## Další informace
Poblíž se nacházejí také štoly I, II, III a IV. a také ruiny Starooldřůvského Mlýna.

## Galerie

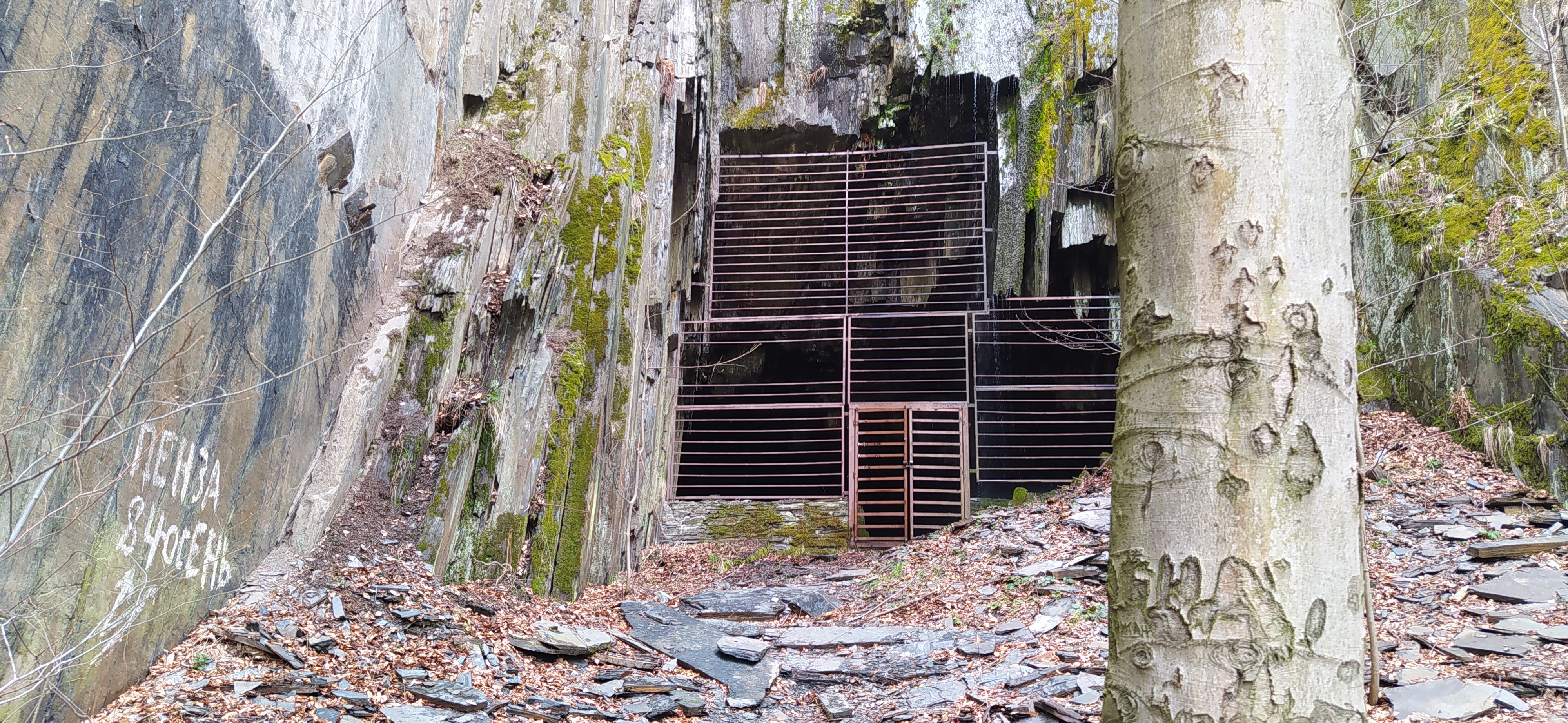
Vstupní portál
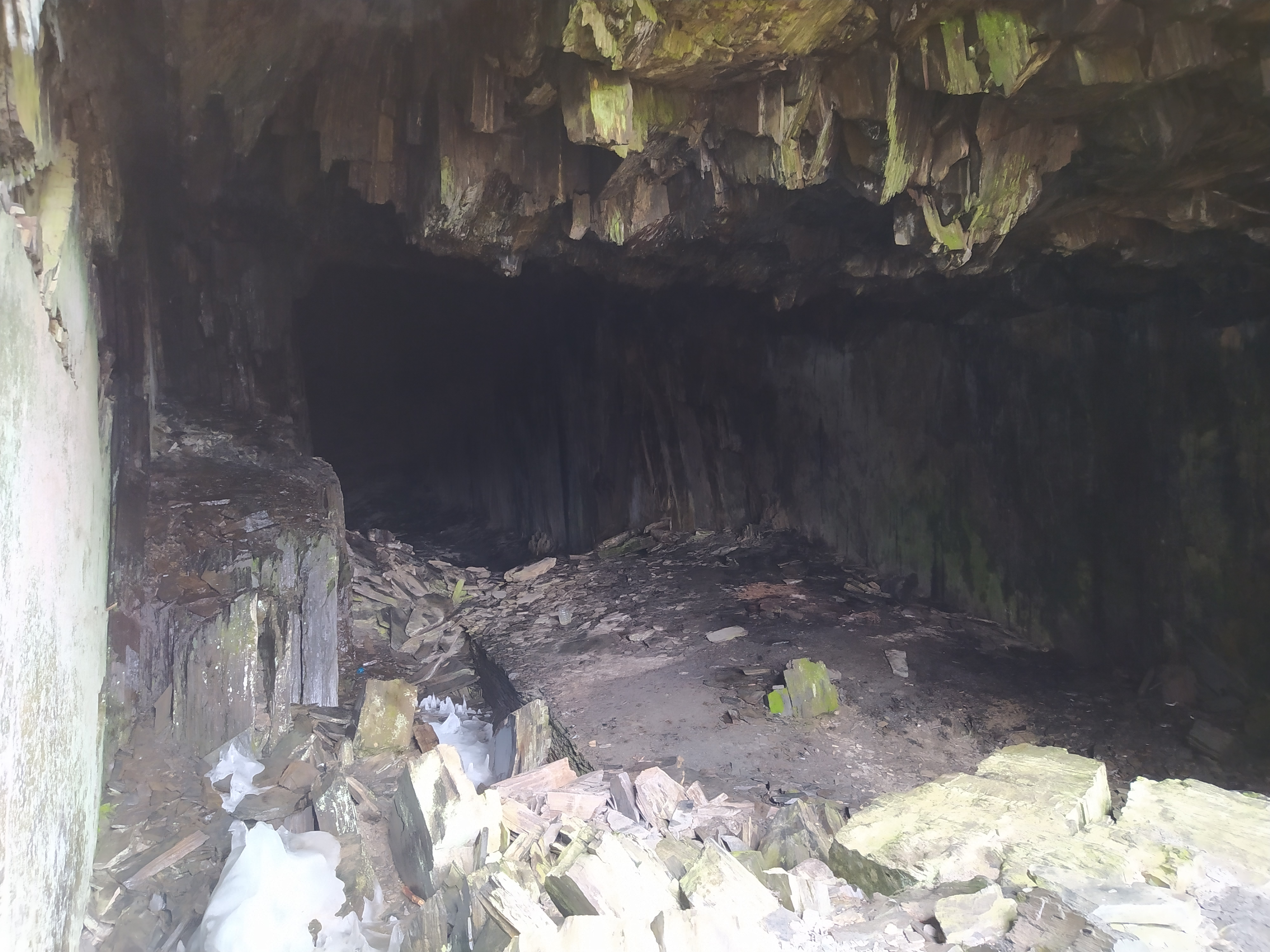
Uvnitř lomu
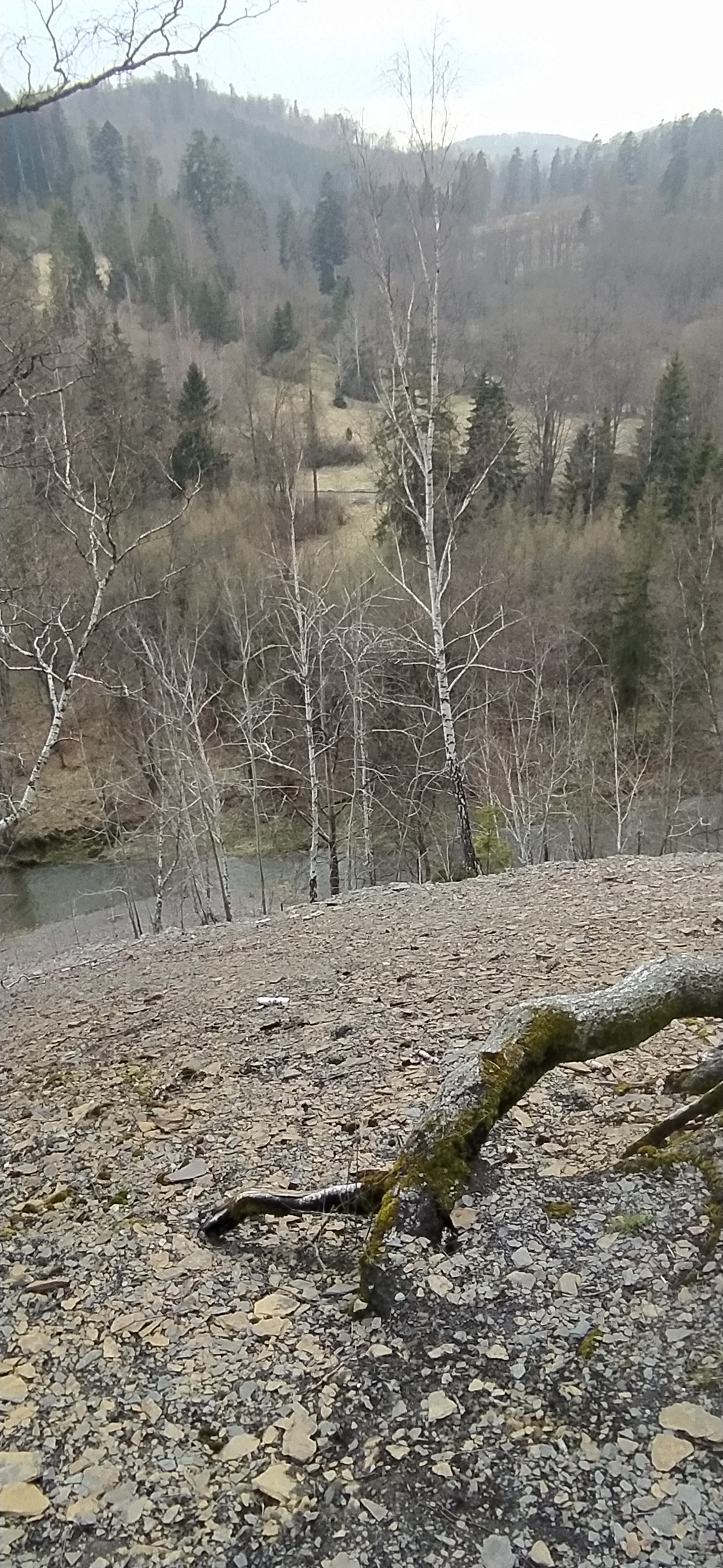
Výhled před lomem
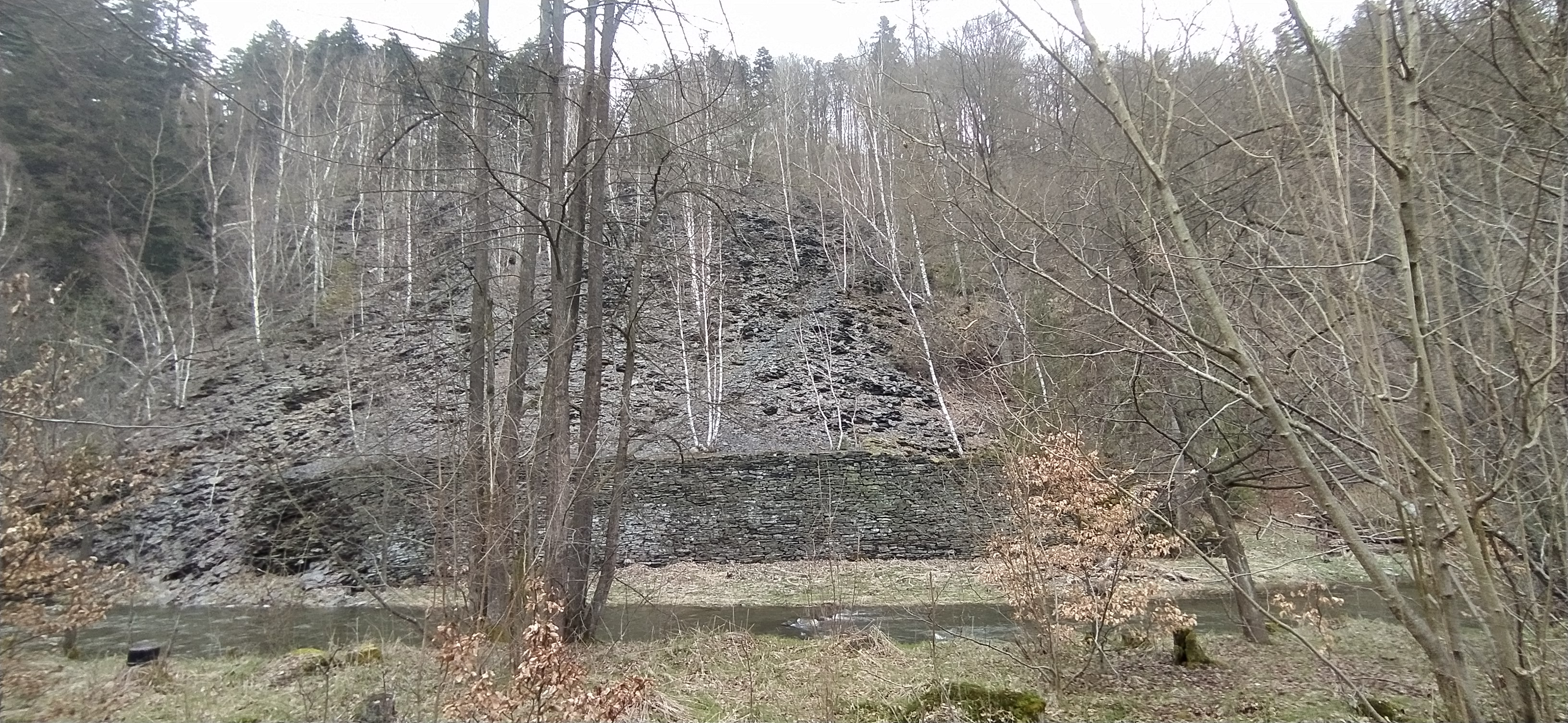
Pohled na haldu pod lomem
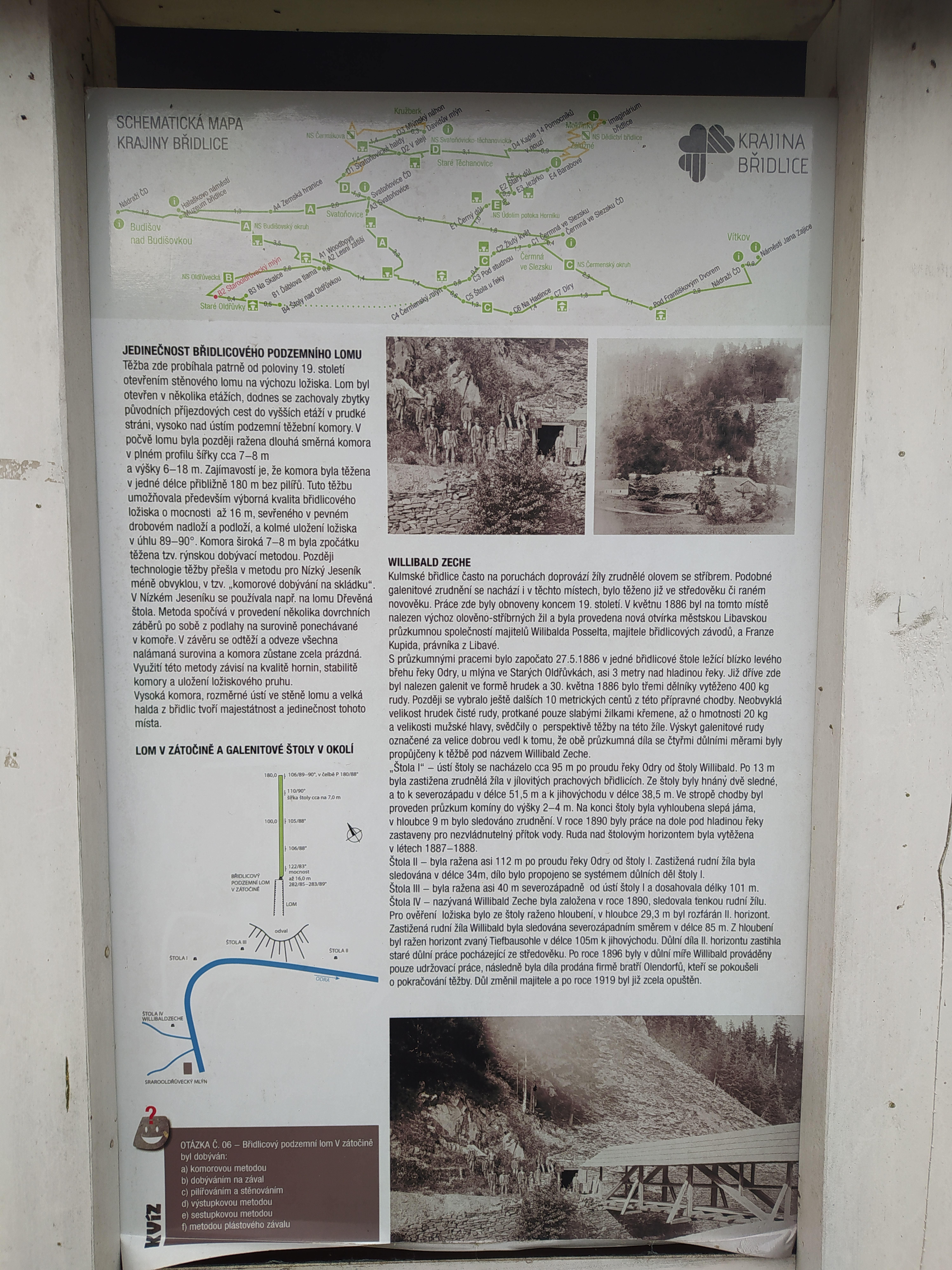
Informační tabule ve Starých Oldřůvkách